# (37069) 2000 UC50
2000 UC50 (asteroide 37069) é um asteroide da cintura principal. Possui uma excentricidade de 0.05899410 e uma inclinação de 2.61350º.
Este asteroide foi descoberto no dia 24 de outubro de 2000 por LINEAR em Socorro.